# Irokézek
Az irokézek egy önálló nyelvű, az északkeleti indiánok közé tartozó népcsoport, amely a környező algonkin kultúrából emelkedett ki. Társadalmukat részletesen vizsgálta a 19. század első felében Lewis Henry Morgan, aki e tanulmányai alapján fejlesztette ki a katonai demokrácia társadalomfilozófiai fogalmát.

## Történelmük

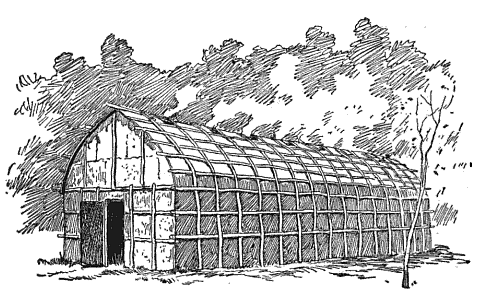
Egy irokéz hosszúház

Az irokézek a Huron-tótól keletre és az Appalache-hegységig délre nyúló belföldi erdőkben laktak.
Az irokéz földművesek magasan fejlett irtásos-égetéses mezőgazdasági technológiát alakítottak ki. Kisebb lélekszámuk ellenére a 17. század végére északkeleten ők váltak meghatározóvá. A legtöbb irokéz nyelvű csoport a Szent Lőrinc-folyótól délre, a mai New York állam északi részén élt, de egy másik csoportjuk a Huron-, az Erie- és az Ontario-tó közti síkságot szállta meg. Az irokézek élete úgynevezett hosszúházakból álló falvakban összpontosult. A hosszúházak téglalap alakú, boltíves tetejű építmények voltak, melyeket főként kukoricával beültetett tisztások vettek körül. Egy-egy hosszúházban számos rokon család lakott. Harmincan vagy ennél is többen laktak egy hosszúházban.
1649-ben megtámadták a huronokat, és átvették a prémkereskedelem fölötti ellenőrzést. 

### Az "öt nemzet"

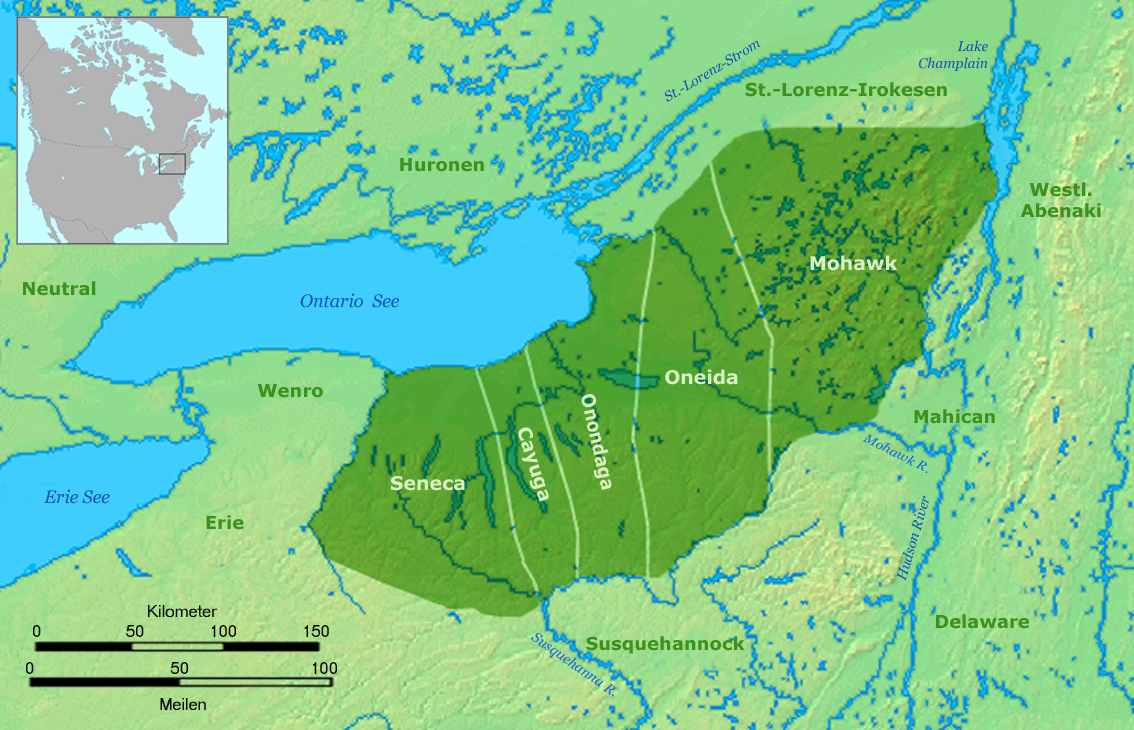
Az irokézek "öt nemzete", törzsi terület 1650 körül

Valamikor a 15. század előtt öt irokéz népcsoport (a kajuga, a mohauk, az oneida, az onandagá és a szeneka) ligát vagy törzsszövetséget hozott létre, amit a Haudenosaunee („a hosszúház népe”) Öt Nemzetének neveztek. 

### A "hat nemzet"
A Hudson-folyótól az Erie-tóig terjedő Liga 1714-ben egy hatodik néppel, a tuszkarórákkal bővült. A Hat Nemzet a 18. században végig kézben tudta tartani a prémkereskedelmet. Hatalma csúcsán uralta északkelet szívét, a Huron mentén benyomult északra, és az algonkinokat keletre és nyugatra szorította. Vezető indián hatalomként a törzsszövetség erőteljesen belebonyolódott az angol-francia gyarmati versengésbe. 1783-at követően politikai érzékből, diplomáciából és egy hatalmas és sokoldalú térség igazgatásából is példát mutattak az új Amerikai Egyesült Államok vezetőinek.